# 박규민
박규민(한국 한자: 朴奎旻, 2001년 6월 8일 ~ )은 대한민국의 축구 선수로, 포지션은 윙어이다. 현재 K리그1 전북 현대 모터스 소속이다.